# Château de La Tourette
Les ruines du château de La Tourette sont situées sur la commune de Vernoux-en-Vivarais dans le département de l'Ardèche.

## Monument historique
Les vestiges du château fort, et notamment de son donjon carré, ont été inscrits aux Monuments historiques, par arrêté du 7 novembre 1996, en même temps qu'une maison fortifiée située sur la même propriété.